# Sven Kmetsch
Pour les articles homonymes, voir Sven.
Sven Kmetsch est un footballeur allemand né le 13 août 1970 à Bautzen. Il évoluait au poste de milieu de terrain.

## Carrière
- 1991-1995 : Dynamo Dresde  Allemagne
- 1995-1998 : Hambourg SV  Allemagne
- 1998-2005 : Schalke 04  Allemagne[1]

## Palmarès
- 2 sélections et 0 but en équipe d'Allemagne entre 1997 et 1998
- Champion de RDA en 1990 avec le Dynamo Dresde
- Vainqueur de la Coupe de RDA en 1990 avec le Dynamo Dresde
- Vainqueur de la Coupe d'Allemagne en 2001 et 2002 avec Schalke
- Finaliste de la Coupe de la Ligue allemande en 2001 et 2002 avec Schalke